# 산소시오바로니아
산소시오바로니아(이탈리아어: San Sossio Baronia)는 이탈리아 캄파니아주 아벨리노도의 코무네다.